# Rhytidoponera hanieli
Rhytidoponera hanieli is een mierensoort uit de onderfamilie van de Ectatomminae. De wetenschappelijke naam van de soort is voor het eerst geldig gepubliceerd in 1913 door Forel.